# Podomyrma nuda
Podomyrma nuda är en myrart som beskrevs av W. C. Crawley 1922. Podomyrma nuda ingår i släktet Podomyrma och familjen myror. Inga underarter finns listade i Catalogue of Life.